# Laodika Thea Filadelf
Laodika Thea Filadelf lub Laodika VII Thea Filadelf (gr. Λαοδίκη, Laodíkē) (ur. po 122 p.n.e., zm. ?) – córka króla państwa Seleucydów Antiocha VIII Epifanesa Filometora Kallinikosa (Gryposa) i jego pierwszej żony Tryfajny, córki króla Egiptu Ptolemeusza VIII Euergetesa II (Fyskona).
Laodika poślubiła Mitrydatesa, księcia i przyszłego króla Kommageny. Ojcowie Laodiki i Mitrydatesa umówili się, by ich dzieci wzięły ślub, jako część przymierza między ich królestwami. Ok. r. 100 p.n.e. po śmierci Samosa Theosebesa Dikajosa, jego syn objął tron jako Mitrydates I Kallinikos, dzięki czemu Laodika stała się królową Kommageny. Małżeństwo ich miało tylko jednego syna Antiocha, przyszłego króla Kommageny i zapewne dwie córki: Isias II Filostorgos, przyszłą żonę brata oraz Filadelfię.